# Saint-Jean-aux-Bois (Ardennes)
Pour la commune de l'Oise, voir Saint-Jean-aux-Bois (Oise).
Pour les articles homonymes, voir Saint-Jean et Saint-Jean-aux-Bois.
Saint-Jean-aux-Bois est une commune française, située dans le département des Ardennes en région Grand Est.

## Géographie

### Localisation
| Le Frety  | La Férée            | Liart        |
|           | Saint-Jean-aux-Bois | Maranwez     |
| Rocquigny | La Romagne          | Montmeillant |

### Hydrographie
La commune est dans la région hydrographique « la Seine du confluent de l'Oise (inclus) à l'embouchure » au sein du bassin Seine-Normandie. Elle est drainée par le Hurtaut, le ruisseau du Moulin, le ruisseau des Hauts Pres, le cours d'eau 07 de la commune de Saint-Jean-aux-Bois, le cours d'eau 09 de la commune de Rocquigny et le cours d'eau 10 de la commune de Saint-Jean-aux-Bois,.
L'Hurtaut, d'une longueur de 38 km, prend sa source dans la commune de Signy-l'Abbaye, à 235 mètres d'altitude, et se jette  dans la Serre à Chaourse, après avoir traversé 17 communes.

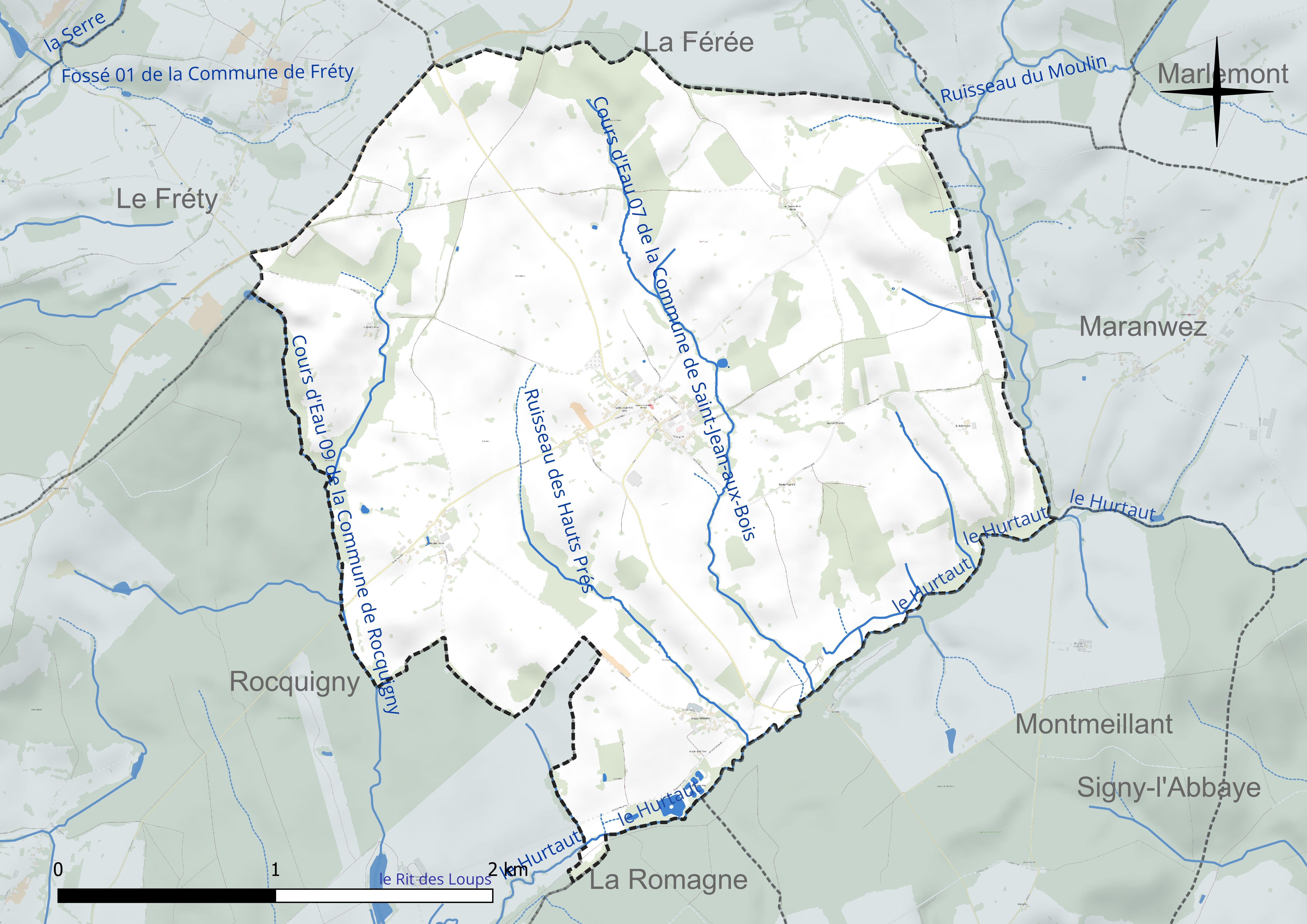
Réseau hydrographique de Saint-Jean-aux-Bois.

### Climat
Pour des articles plus généraux, voir Climat du Grand Est et Climat des Ardennes.
En 2010, le climat de la commune est de type climat des marges montargnardes, selon une étude du Centre national de la recherche scientifique s'appuyant sur une série de données couvrant la période 1971-2000. En 2020, Météo-France publie une typologie des climats de la France métropolitaine dans laquelle la commune est exposée à un climat océanique altéré et est dans la région climatique Nord-est du bassin Parisien, caractérisée par un ensoleillement médiocre, une pluviométrie moyenne régulièrement répartie au cours de l’année et un hiver froid (3 °C).
Pour la période 1971-2000, la température annuelle moyenne est de 9,6 °C, avec une amplitude thermique annuelle de 15,1 °C. Le cumul annuel moyen de précipitations est de 944 mm, avec 13,2 jours de précipitations en janvier et 10 jours en juillet. Pour la période 1991-2020, la température moyenne annuelle observée sur la station météorologique de Météo-France la plus proche, « Signy-l'abbaye », sur la commune de Signy-l'Abbaye à 9 km à vol d'oiseau, est de 10,2 °C et le cumul annuel moyen de précipitations est de 1 060,5 mm. 
La température maximale relevée sur cette station est de 40 °C, atteinte le 25 juillet 2019 ; la température minimale est de −20,5 °C, atteinte le 17 janvier 1985,,.
Les paramètres climatiques de la commune ont été estimés pour le milieu du siècle (2041-2070) selon différents scénarios d'émission de gaz à effet de serre à partir des nouvelles projections climatiques de référence DRIAS-2020. Ils sont consultables sur un site dédié publié par Météo-France en novembre 2022.

## Urbanisme

### Typologie
Au 1er janvier 2024, Saint-Jean-aux-Bois est catégorisée commune rurale à habitat très dispersé, selon la nouvelle grille communale de densité à 7 niveaux définie par l'Insee en 2022.
Elle est située hors unité urbaine. Par ailleurs la commune fait partie de l'aire d'attraction de Charleville-Mézières, dont elle est une commune de la couronne,. Cette aire, qui regroupe 132 communes, est catégorisée dans les aires de 50 000 à moins de 200 000 habitants,.

### Occupation des sols
L'occupation des sols de la commune, telle qu'elle ressort de la base de données européenne d’occupation biophysique des sols Corine Land Cover (CLC), est marquée par l'importance des territoires agricoles (90,3 % en 2018), une proportion identique à celle de 1990 (90,3 %). La répartition détaillée en 2018 est la suivante : 
prairies (85,4 %), forêts (6,3 %), zones agricoles hétérogènes (4,8 %), zones urbanisées (3,3 %), terres arables (0,2 %). L'évolution de l’occupation des sols de la commune et de ses infrastructures peut être observée sur les différentes représentations cartographiques du territoire : la carte de Cassini (XVIIIe siècle), la carte d'état-major (1820-1866) et les cartes ou photos aériennes de l'IGN pour la période actuelle (1950 à aujourd'hui).

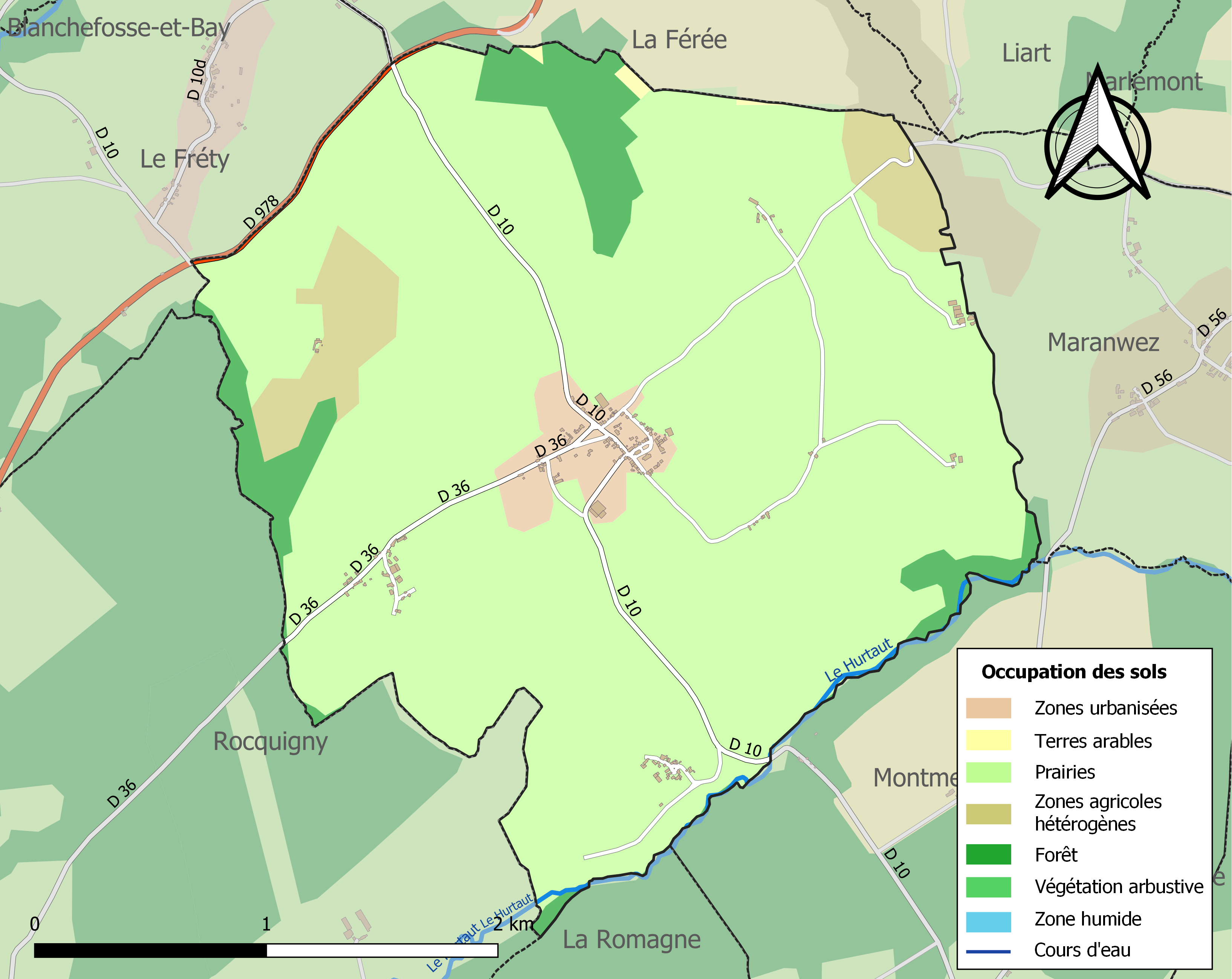
Carte des infrastructures et de l'occupation des sols de la commune en 2018 (CLC).

## Toponymie
Le nom de la localité est attesté sous les formes domun Sancti Joannis quoe est in nemore Cuisioe en 1152 , ecclesie beati Johannis Baptiste en 1204 , Sainct Jehan ou Bos en 1259.
Saint-Jean est un hagiotoponyme qui fait référence à Jean le Baptiste dans la forme latine « ecclesie beati Johannis Baptiste » de 1204, l'église de la commune lui est dédiée.
Au cours de la Révolution française, la commune porta provisoirement le nom de Libre-Bois.
Le déterminant -aux-Bois indique le Bois de Rocquigny.

## Histoire
La commune a été desservie de décembre 1885 à 1953 par la gare de Montmeillant - Saint-Jean, sur la ligne d'Hirson à Amagne - Lucquy.

### Première Guerre mondiale
Le 9 novembre 1918, les troupes françaises libèrent la commune, c'est la liesse générale. Le 31e régiment d'infanterie  s'installe dans le village et ses alentours. Il y restera jusqu'au 1er décembre 1918 travaillant à la réfection des routes et à la reconstruction du pays. L'école rouvrira le 9 décembre 1918[réf. nécessaire]

### Entre-deux-guerres
Le 5 septembre 1935, au cours de manœuvres militaires organisées dans le secteur de Rethel, le ciel de Saint-Jean-aux-Bois fut le théâtre d'un tragique accident aérien qui causa la mort des passagers de deux bombardiers Bloch MB.200 entrés en collision dans les nuages à 250 kilomètres à l'heure ; les appareils appartenaient à la 21e escadre de bombardement stationnée sur la base aérienne 121 Nancy-Essey. L'accident causa la mort des dix membres d'équipage (pilotes, navigateurs, radios et mécaniciens).

## Politique et administration

### Rattachements administratifs et électoraux
La commune se trouve  dans l'arrondissement de Rethel du département des Ardennes. Pour l'élection des députés, elle fait partie depuis 1958 de la première circonscription des Ardennes.
Elle faisait partie depuis 1801 du canton de Chaumont-Porcien. Dans le cadre du redécoupage cantonal de 2014 en France, elle est désormais intégrée au canton de Signy-l'Abbaye.

### Intercommunalité
La commune fait partie de la communauté de communes des crêtes préardennaises, créée fin 1995.

### Liste des maires
| Période                                  | Période               | Identité       | Étiquette | Qualité               |
| ---------------------------------------- | --------------------- | -------------- | --------- | --------------------- |
| Les données manquantes sont à compléter. |                       |                |           |                       |
| mars 2001                                | mars 2008             | Michel Delvaux |           |                       |
| mars 2008                                | décembre 2023 (décès) | Guy Bertrand   |           | Technicien à la Poste |

La commune a fait réaménager et a rendu accessible en 2018 la mairie, qui comprend désormais une salle de réunion et mariage, un bureau secrétariat, le bureau du maire et les archives et sanitaires dans l’aile gauche, une salle multi-activités et un meublé de tourisme à l’étage

## Démographie
L'évolution du nombre d'habitants est connue à travers les recensements de la population effectués dans la commune depuis 1793. Pour les communes de moins de 10 000 habitants, une enquête de recensement portant sur toute la population est réalisée tous les cinq ans, les populations de référence des années intermédiaires étant quant à elles estimées par interpolation ou extrapolation. Pour la commune, le premier recensement exhaustif entrant dans le cadre du nouveau dispositif a été réalisé en 2007.

En 2022, la commune comptait 93 habitants, en évolution de −20,51 % par rapport à 2016 (Ardennes : −2,97 %, France hors Mayotte : +2,11 %).
| 1793 | 1800 | 1806 | 1821 | 1831 | 1836 | 1841 | 1846 | 1851 |
| ---- | ---- | ---- | ---- | ---- | ---- | ---- | ---- | ---- |
| 560  | 594  | 685  | 778  | 831  | 866  | 860  | 833  | 788  |

| 1866 | 1872 | 1876 | 1881 | 1886 | 1891 | 1896 | 1901 | 1906 |
| ---- | ---- | ---- | ---- | ---- | ---- | ---- | ---- | ---- |
| 700  | 698  | 643  | 632  | 635  | 534  | 516  | 461  | 475  |

| 1911 | 1921 | 1926 | 1931 | 1936 | 1946 | 1954 | 1962 | 1968 |
| ---- | ---- | ---- | ---- | ---- | ---- | ---- | ---- | ---- |
| 401  | 380  | 381  | 330  | 330  | 293  | 277  | 267  | 246  |

| 1975 | 1982 | 1990 | 1999 | 2006 | 2007 | 2012 | 2017 | 2022 |
| ---- | ---- | ---- | ---- | ---- | ---- | ---- | ---- | ---- |
| 201  | 161  | 139  | 138  | 141  | 141  | 139  | 107  | 93   |

## Culture locale et patrimoine

### Lieux et monuments
- La halle de Saint-Jean-aux-Bois, construite en 1752 à la suite du développement des foires et des marchés, a conservé la plupart de ses dispositions d'origine et comprend 32 piliers[23]. La halle a été restaurée en 2014[24].
- Belle église Saint-Jean-Baptiste de Saint-Jean-aux-Bois du XIXe siècle de style néo-gothique.

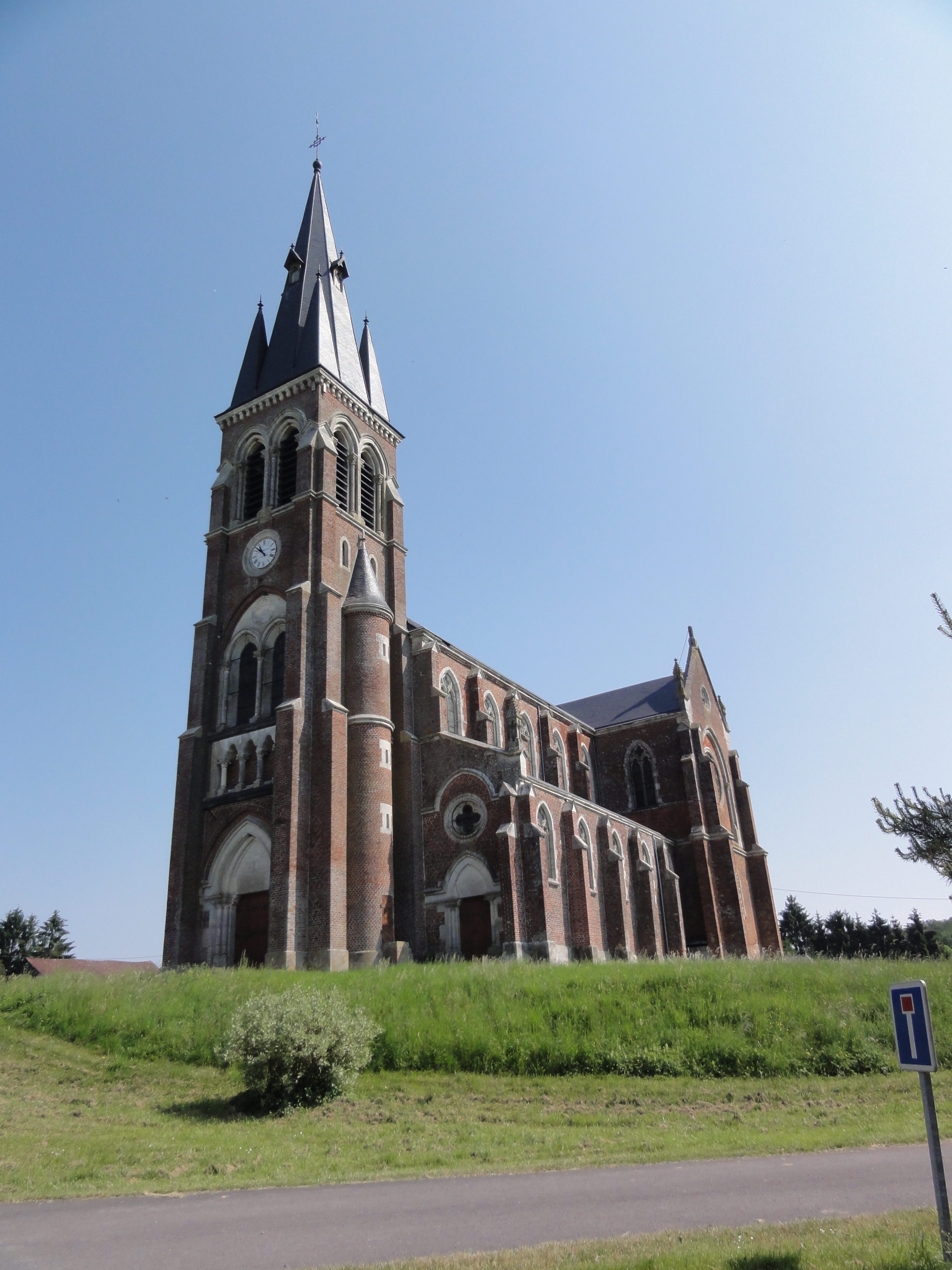
L'église.
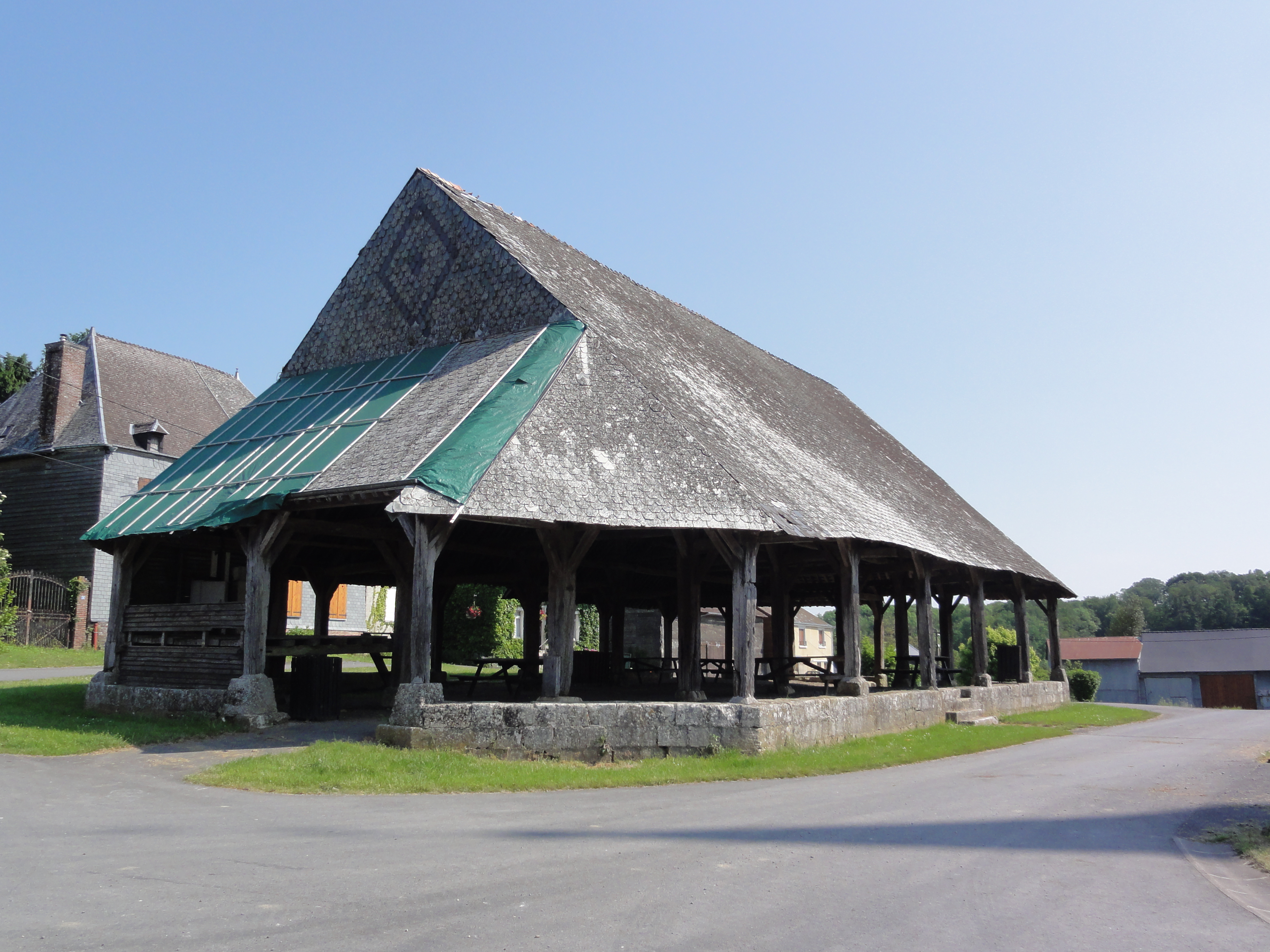
La halle de Saint-Jean-aux-Bois.
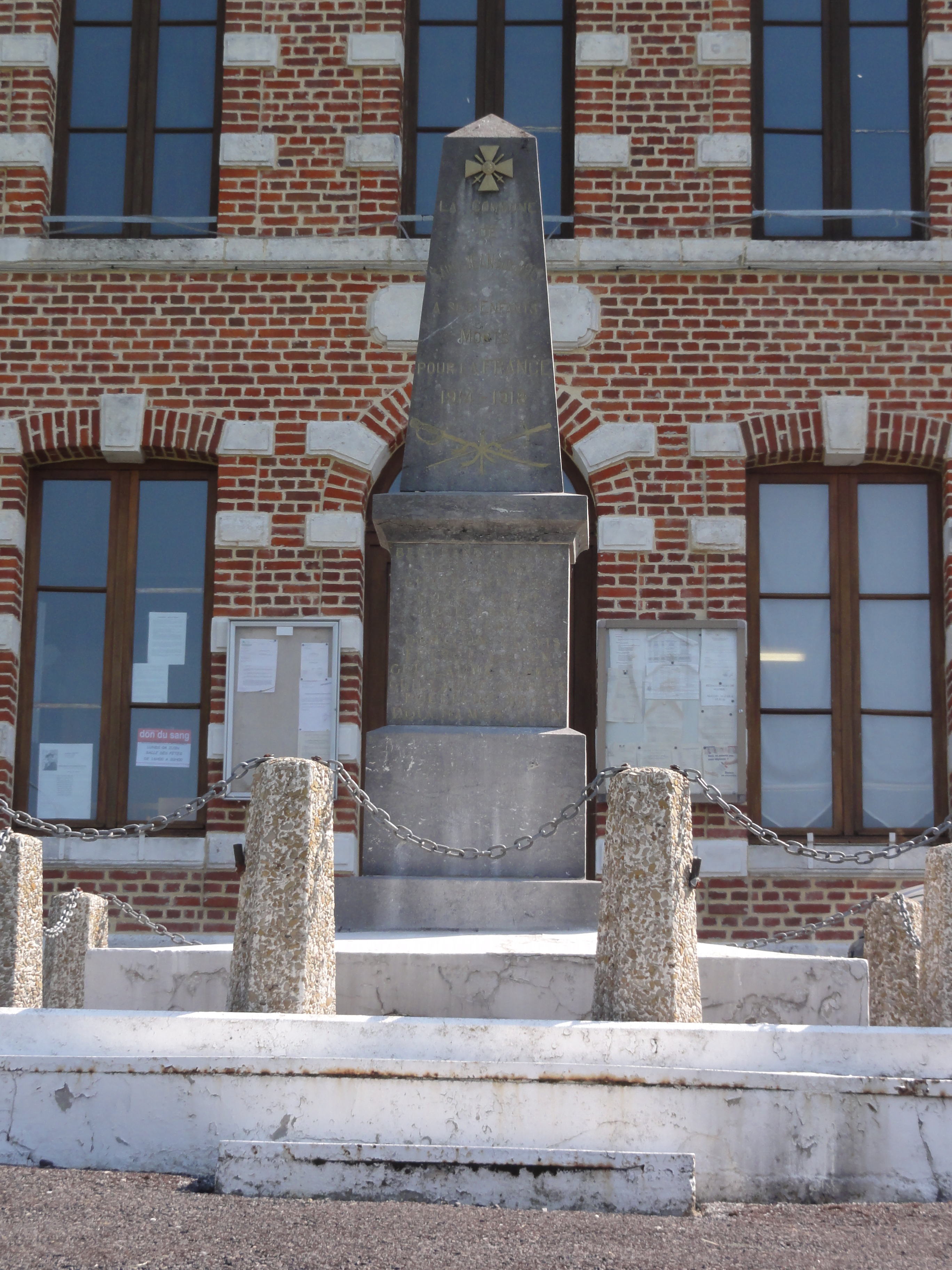
Le monument aux morts.
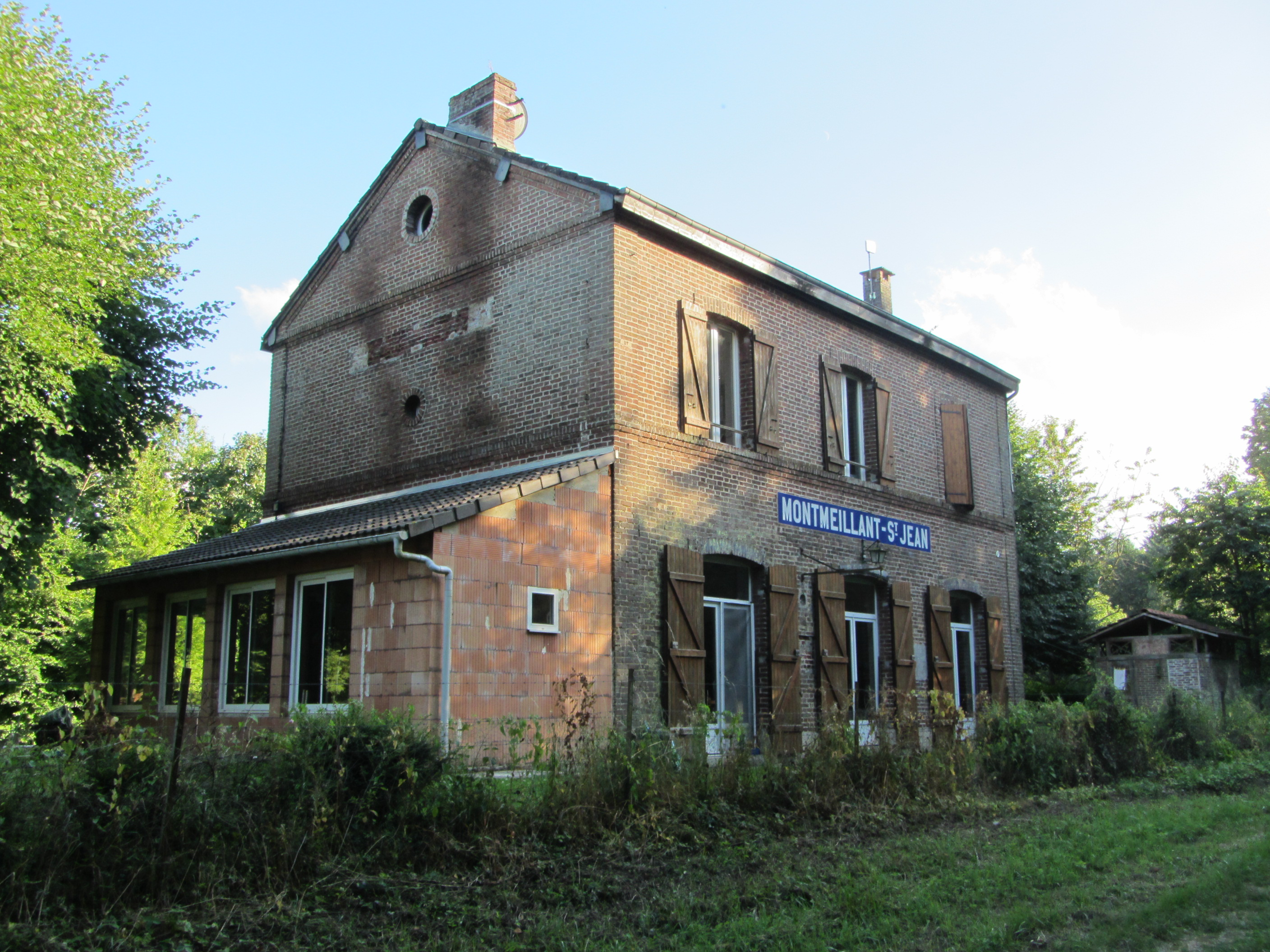
L'ancienne gare de Montmeillant-Saint-Jean.

### Personnalités liées à la commune
Capitaine Norbert Girard, commandant l’escadrille ; adjudant-chef Doffin, pilote ; sous-lieutenant Cade, observateur ; sergent Ducret, radio ; sergent Lamy, mécanicien ; adjudant-chef Pilleux, chef de bord ; sergent Aubian, pilote ; sergent Porteret, 2ème pilote ; sergent Cailleux, radio ; adjudant Maupin, mécanicien, victimes du crash aérien du 5 septembre 1935.